# Acontia vittamargo
Acontia vittamargo là một loài bướm đêm trong họ Noctuidae.